# Sarcostemma daltonii
Espèce

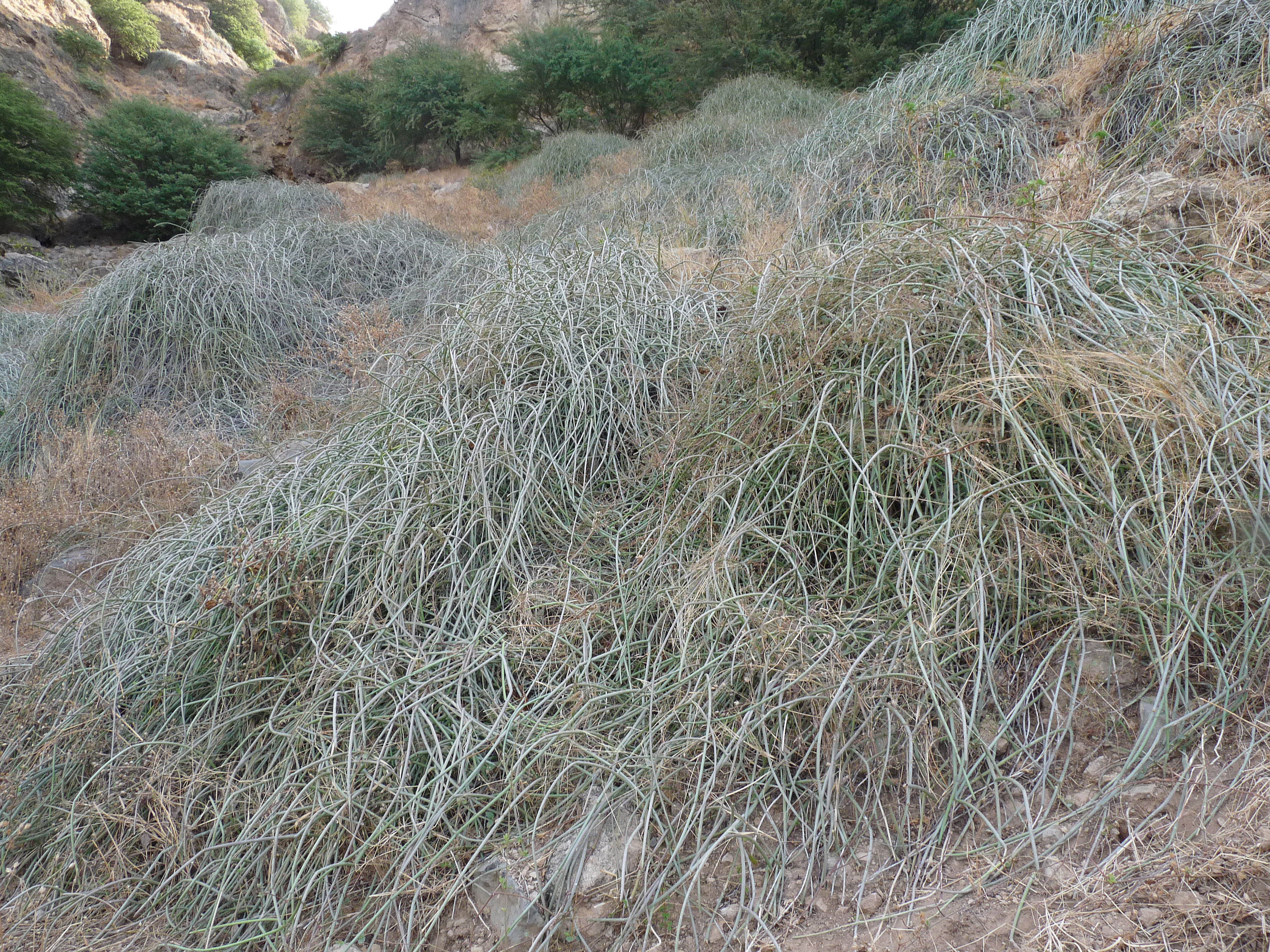
Terre rocailleuse recouverte par Sarcostemma daltonii (Santiago).

Sarcostemma daltonii  est une espèce de plantes à fleurs de la famille des Asclepiadaceae. C'est une espèce endémique du Cap-Vert présente sur les îles de Santo Antão, São Vicente, São Nicolau, Boa Vista, Santiago, Fogo et Brava.
Localement elle est connue sous le nom de « Gestiba ».
Dans la médecine traditionnelle, elle est utilisée pour soulager et soigner les problèmes dentaires.